# 11 Октомврі (футбольний клуб)
Футбольний клуб «11 Октомврі» або просто «11 Октомврі» (мак. Фудбалски Клуб 11 октомври) — професіональний північно-македонський футбольний клуб з міста Прилеп. Виступає в Третій лізі, зона «Південь». Домашні матчі проводить на стадіоні «Гоце Делчев» у Прилепі. Клубні кольори — червоний та білий.

## Історія
Свою назву клуб носить на честь дати антифашистського повстання в Прилепі, ця дата є національним святом Північної Македонії й відзначається як «День повстання». Заснований у 1951 році. Другий, за популярністю, футбольний клуб Прилепа (після «Побєди»), на кожному домашньому матчі в середньому були присутні 5000—6000 глядачів. Після здобуття Македонією незалежності виступав у Другій лізі чемпіонату країни. У сезоні 2010/11 років прилепський колектив виграв Другу ліги й вперше у власній історії вийшов до елітного дивізіону чемпіонату Македонії. У вищому дивізіоні виступав один сезон. У 2014 році опустився в Третю лігу.

## Досягнення
- Друга ліга Македонії
  -  Чемпіон (1): 2010/11

## Відомі гравці
- Драган Димитровський